# أل ريو
أل ريو (بالبرتغالية: Al Rio‏) هو رسام برازيلي، ولد في 19 مايو 1962 في فورتاليزا في البرازيل، وتوفي في 30 يناير 2012 بسبب شنق.